# Csicsói-Hargita
Az Csicsói-Hargita (románul: Harghita-Ciceului) egy egykori rétegvulkáni kráter peremének maradványa a Hargita-hegységben. A nehezen felismerhető kráterperem többi hegycsúcsa a Madarasi-Hargita (1801 m), az Oltárkő (1358 m), a Rákosi-Hargita (1755 m) és a Madéfalvi-Hargita (1709 m). Ezek alkotják a Keleti-Kárpátok egyik legnagyobb vulkáni maradványát. A Csicsói-Hargita délnyugati nyúlványa a Bagolykő (1679 m). A déli oldalon, 1350 m-en található Hargitafürdő, Erdély egyik legmagasabban fekvő települése. A tetőn tévétorony található.